# Isoetes acadiensis
Isoetes acadiensis är en kärlväxtart som beskrevs av L.S. Kott. Isoetes acadiensis ingår i släktet braxengräs, och familjen Isoetaceae. Inga underarter finns listade i Catalogue of Life.